# Rotenburg an der Fulda
Rotenburg an der Fulda är en stad i Hessen i Tyskland. Staden, som ligger vid floden Fulda, har cirka 14 000 invånare. Schloss Rotenburg ligger i staden.